# بیت الشیخ یونس
بیت الشیخ یونس (به عربی: بیت الشیخ یونس) یک روستا در سوریه است که در صافیتا واقع شده‌است. بیت الشیخ یونس ۲٬۱۹۹ نفر جمعیت دارد.